# Передовское сельское поселение
Передовское сельское поселение — муниципальное образование в составе Отрадненского района Краснодарского края России.
В рамках административно-территориального устройства Краснодарского края ему соответствует Передовский сельский округ.
Административный центр — станица Передовая.

## География
Площадь территории — 298,29 км².

## Население
| 2010  | 2012  | 2013  | 2014  | 2015  | 2016  | 2017  |
| ----- | ----- | ----- | ----- | ----- | ----- | ----- |
| 4156  | ↘4120 | ↘4090 | ↘3998 | ↘3955 | ↘3916 | ↗3977 |
| 2018  | 2019  | 2020  | 2021  | 2023  |       |       |
| ↗3991 | ↘3976 | ↗3992 | ↗4363 | ↘4320 |       |       |

## Населённые пункты
В состав сельского поселения (сельского округа) входят 3 населённых пункта:
| № | Населённый пункт | Тип населённого пункта | Население (чел.) |
| - | ---------------- | ---------------------- | ---------------- |
| 1 | Передовая        | станица                | ↗4102            |
| 2 | Байбарис         | хутор                  | ↗9               |
| 3 | Ильич            | хутор                  | ↘225             |